# Ekonomiczna teoria deliktów
Elementy czynu niedozwolonego określone przez tę teorię, są również głównymi przesłankami ekonomicznego modelu odpowiedzialności deliktowej. Należą do nich:
a) szkoda – przesunięcie w dół zysku poszkodowanego albo funkcji użyteczności,
b) szkoda wywołana działaniem albo zaniechaniem pozwanego – związek przyczynowy pomiędzy działaniem, a szkodą,
c) działanie albo zaniechanie stanowi naruszenie obowiązku pozwanego wobec powoda.

## Szkodaikrzywda
Zwiększenie prawdopodobieństwa szkody lub sprowadzenie niebezpieczeństwa nie jest dostateczne dla odpowiedzialności deliktowej. Szkoda powinna faktycznie zmniejszyć użyteczność danego dobra bądź zmniejszyć zysk poszkodowanego. Szkoda może być materialna (szkoda), za którą przysługuje odszkodowanie, bądź niematerialna (krzywda), za którą przysługuje zadośćuczynienie. Powstanie szkody bardzo dobrze pokazuje krzywa obojętności Charliego. Na jej podstawie można stwierdzić, że naprawienie szkody powinno się odbyć poprzez wypłatę poszkodowanemu takiej sumy pieniędzy, która pozwoli na przywrócenie go do poprzedniej krzywej (ale już do innego punktu krzywej objętości), albo poprzez poniesienie nakładów na leczenie, za pomocą którego poszkodowanego przywróci się do poprzedniego stanu zdrowia.
W związku z tym, że krzywda ma postać niematerialną, to o wiele trudniej ją zobrazować za pomocą krzywej obojętności. Nie jest możliwe zmierzenie subiektywnych odczuć drugiego człowieka, np. bólu fizycznego, czy cierpienia emocjonalnego. W zależności od panującego systemu prawnego, odszkodowania można się domagać: za każdą szkodę (np. polski kodeks cywilny) albo jedynie za szkody enumeratywnie wymienione w ustawie (np. niemiecki kodeks cywilny).

## Związek przyczynowy
Istnieją dwa rodzaje związków przyczynowych: warunek konieczny oraz wystarczający.
Warunek konieczny – sprowadza się do pytania, czy gdyby nie A, to czy doszłoby do zdarzenia B? Jeżeli odpowiedź brzmi nie, to A stanowi przyczynę faktyczną B. Jeżeli odpowiedź brzmi tak, to nie stanowi wtedy przyczyny faktycznej B.
Warunek wystarczający – jeżeli wydarzy się A, to jego przewidywalnym i normalnym następstwem będzie zdarzenie B.
Związek przyczynowy jest pojęciem nieprecyzyjnym, dlatego można je zastąpić pojęciem „funkcji”, które jest bardziej dokładniejsze. Za jego pomocą można określić np. poziom produkcji lub użyteczności konsumenta.

## Wina
Istnieją dwie teorie winy: psychologiczna (charakteryzująca się nagannym nastawieniem psychicznym sprawcy do czynu) oraz normatywna (polega obiektywnie na nieprawidłowym zachowaniu sprawcy czynu). Zdecydowanie dąży się do normatywnej teorii winy, która oparta jest na jej obiektywizacji. Dodatkowo, teoria psychologiczna nie ma zastosowania do winy nieumyślnej. W Polsce, odpowiedzialność deliktowa co do zasady oparta jest na zasadzie winy, chociaż również może się opierać na zasadzie ryzyka, gdy wynika to z przepisu.

## Ekonomiczna teoria deliktów
Model ekonomicznej analizy deliktów jest oparty na pięciu założeniach:
a) koszty procesowe wynoszą zero,
b) brak ubezpieczeń,
c) brak regulacji administracyjnych, które zmierzają do zmniejszenia kosztów szkody,
d) sprawcy szkód są wypłacalni oraz uiszczają odszkodowania w pełnej wysokości,
e) podejmujący decyzję działają w sposób racjonalny we własnym interesie.
Głównymi elementami tego modelu są: koszty szkody oraz koszty zapobiegania szkodzie. Nie jest ważne, czy koszty zapobiegania szkodzie ponosi ofiara, czy sprawca. Koszty szkody oraz koszty jej uniknięcia można ukazać za pomocą funkcji, natomiast suma tych funkcji, pozwala wskazać optymalną wysokość nakładów na uniknięcie szkody.

### Reguła Handa[8]
Jest to reguła według której potencjalny sprawca zachowuje na optymalnym poziomie wszelkie środki ostrożności, jeżeli koszty krańcowe zachowania ostrożności są równe iloczynowi kosztów szkody oraz prawdopodobieństwu krańcowemu pojawienia się szkody. Stosując tę regułę, należy wziąć pod uwagę nie tylko potencjalną szkodę poszkodowanego, ale również sprawcy.
Poziom ostrożności ustala się na podstawie:
a) orzecznictwa sądowego – sąd, który orzeka wielokrotnie w danych przypadkach, tworzy jednocześnie zasady prawa,
b) przepisów prawa publicznego – osoba tworząca akty prawne, uchwalając przepisy prawne, kreuje nakazy i zakazy, które ustanawiają preferowany poziom ostrożności.
c) zwyczajów oraz dobrych praktyk – społeczeństwo wskazuje pożądane środki ostrożności kierując się wieloletnim doświadczeniem.
W związku z tym, regułę Handa powinni stosować: sąd, społeczeństwo oraz legislator, celem określenia środków ostrożności na właściwym poziomie.

### Metody wyliczania wysokości szkody[3]
a) metoda obojętności – stosowana do strat, które mają substytut rynkowy. Odszkodowanie musi być ustalone na takiej wysokości, że osobie poszkodowanej jest obojętne, czy poniosła ona szkodę oraz otrzymała odszkodowanie, czy może szkoda nie nastąpiła oraz nie otrzymała odszkodowania,
b) metoda oparta na regule Handa – stosowana przy stratach, dla których rynek nie funkcjonuje z powodów prawnych bądź moralnych. Odszkodowanie stanowi iloczyn prawdopodobieństwa wystąpienia danej szkody i kwoty, jaką osoba poszkodowana byłaby hipotetycznie skłonna wydać, aby zapobiec powstaniu tej szkody.

### Odpowiedzialność
Działanie sprawcy oraz poszkodowanego, nakierunkowanego na uniknięcie szkody, zależy od zasady odpowiedzialności deliktowej bądź jej braku:
1) Odpowiedzialność na zasadzie winy – obie strony podejmują środki ostrożności, co powoduje optymalizację ich poziomu. Jeżeli zdarzeniom może zapobiec tylko jedna strona, to lepszym rozwiązaniem będzie odpowiedzialność na zasadzie ryzyka. Odpowiedzialność ta zachęca sprawcę do podejmowania środków na optymalnym poziomie. W razie podejmowania zbyt niskich środków ostrożności, powstaje obowiązek wypłaty odszkodowania, z kolei stosowanie zbyt dużych środków, jest o wiele bardziej kosztowne niż wypłata odszkodowania. W razie niezachowania przez poszkodowanego optymalnego poziomu środków ostrożności, istnieje możliwość przypisania mu winy (współodpowiedzialność). W związku z tym, obawa przypisania mu współodpowiedzialności, skłania go do podejmowania tych środków. Jednocześnie jest to efektywny środek obniżenia kosztów szkody nawet wtedy, gdy sprawca odpowiada nie na zasadzie winy, a ryzyka.
2) Odpowiedzialność na zasadzie ryzyka – niezależna od winy. Prawdopodobieństwo szkody zależy od poziomu ostrożności oraz aktywności. Wyższy poziom ostrożności, prowadzi do obniżenia prawdopodobieństwa szkody, a częstsze działania zwiększają jej prawdopodobieństwo. Zachęca ona potencjalnego sprawcę do wdrażania środków ostrożności na poziomie optymalnym, ponieważ wyłącza to jego winę. Poza tym, mimo wysokiego poziomu aktywności sprawca nie będzie ponosił odpowiedzialności za szkodę. Poziom aktywności sprawcy może być obniżony za pomocą odpowiedzialności na zasadzie ryzyka. Sprawca, nie chcąc ponosić odpowiedzialności za szkodę, musi doprowadzić do obniżenia poziomu aktywności, ponieważ podjęcie środków ostrożności na odpowiednim poziomie nie powoduje wyłączenia jego odpowiedzialności. Potencjalny sprawca, który myśli racjonalnie, będzie się starał zachować poziom staranności, który będzie dla niego efektywny ekonomicznie. Wynika to z tego, że skoro zawsze będzie musiał ponosić całkowite koszty społeczne deliktu, to będzie się starał je zminimalizować.

### Błąd
W postępowaniu deliktowym ustalenie obiektywnego stanu faktycznego jest bardzo trudne albo niemożliwe. W związku z tym, błąd musi być uwzględniony przy analizie prawa deliktowego. Wyróżniamy następujące błędy:
a) Błąd stały – jest to brak wpływu małego niedoszacowania szkody na działanie sprawcy (w sytuacji odpowiedzialności na zasadzie winy), albo sytuacja, w której sprawca będzie stosował zbyt małe albo duże środki ostrożności równomiernie do wysokości przeszacowania bądź niedoszacowania wysokości szkody (w sytuacji odpowiedzialności na zasadzie ryzyka),
b) Błąd losowy – źródłem błędów jest nieprawidłowe stosowanie przepisów prawa, które wskazują poziom ostrożności preferowany przez państwo. Co do wysokości odszkodowania, to błąd ten nie wpływa na działanie sprawcy, bowiem przeszacowanie szkody występuje tak samo często jak jej niedoszacowanie. W związku z tym, statystyczny błąd wynosi „0”.